# Kvarngölen, Närke
Kvarngölen är en sjö i Askersunds kommun i Närke och ingår i Motala ströms huvudavrinningsområde. Sjöns area är 0,005 kvadratkilometer och den är belägen 150 meter över havet.